# 羽鳥×宮本 福岡好いとぉ
『羽鳥×宮本 福岡好いとぉ』（はとり みやもと ふくおかすいとぉ）は、九州朝日放送で2019年1月28日から12月2日まで月1回の月曜日19時 - 20時に放送されていた情報番組で、羽鳥慎一と宮本啓丞（九州朝日放送アナウンサー）の冠番組である。

## 概要
九州朝日放送開局65周年記念として、同局における初のゴールデンタイムにおけるレギュラー番組である。「地元の人でも知らない福岡の情報を掘り下げる」をテーマとし、福岡県のゲストを迎えた上で進行する。平日朝の情報番組において、テレビ朝日系列における全国ネット番組『羽鳥慎一モーニングショー』で司会を務める羽鳥慎一と、九州朝日放送のローカル番組『アサデス。KBC』『アサデス。九州・山口』で司会を務める宮本啓丞がダブルで司会を務める。羽鳥がローカル番組で司会を務めるのは本番組が初めてとなる。

## 出演者
- 羽鳥慎一
- 宮本啓丞（九州朝日放送アナウンサー）
- 髙木悠未（LinQ） - 「はとりばす」ホスト役
- 黒瀬純 (パンクブーブー)
- 石原良純
- 遠藤章造（ココリコ）

- ナレーション：木村匡也

## 番組構成
前半は『モーニングショー』でもおなじみのパネルを使用して福岡の魅力を分析。後半は福岡にゆかりのあるゲストとともにラッピングバス「はとりばす」に乗り込みルーツに迫る。
- 第01回 - はとりばす：加藤一二三
- 第02回 - 「知られざる　福岡　肉の世界」／はとりばす：IKKO（福智町出身）
- 第03回 - 「羽鳥も思わず好きになるかも! 県民も知らないホークスのヒミツ」／はとりばす：ヒロシ
- 第04回 - 「羽鳥も乗りたくなる!福岡観光列車がスゴ過ぎるワケ」／スタジオ：石原良純　はとりばす：佐々木健介＆北斗晶
- 第05回 - 「羽鳥もハマる!ディープな北九州“食の世界”」／はとりばす：中村あゆみ
- 第06回 - 「県民も意外と知らない福岡ディープ観光」／スタジオ：石原良純　はとりばす：井上公造
- 第07回 - 「羽鳥もワザワザ通いたくなる！福岡のゴッドハンド」／スタジオ：玉川徹　はとりばす：玉川徹
- 第08回 - 「夏だ！海だ！山だ！県民も意外と知らない！夏休みスポットで羽鳥を福岡にハメちゃる！バスツアーSP！」／はとりばす：石原良純 東尾理子 黒瀬純
- 第09回 - 「福岡のアニキ陣内孝則が案内する東京美食探訪！アニキの生きざまに触れてもらいつつ羽鳥を福岡好きにしちゃるバスツアー！」／はとりばす：陣内孝則 木村匡也／ひぐち君

　　　　　　VTR出演:月形祐二
- 第10回 - 「羽鳥もきっと驚くハズ！福岡スゴ技 県民ショー」／はとりばす：広瀬香美
- 第11回 - 「福岡」に恋した指原莉乃プロデュース！「指原的福岡ぶらぶら」で羽鳥を福岡にハメちゃるはとりばすツアー／はとりばす：指原莉乃
- 第12回　- 最終回90分拡大SP 黒木瞳が愛したパワースポット&庶民派グルメで羽鳥を福岡・黒木町にハメちゃう!／はとりばす：黒木瞳／川島慶三、中村晃（福岡ソフトバンクホークス）／LinQ

## 宮本×羽鳥　団地好いとぉ
『宮本×羽鳥　団地好いとぉ』（みやもと・はとり　だんちすいとぉ）は2020年1月26日からスタートした当番組のスピンオフである。自身の番組で団地のことを熱烈に語ることもある自称「団地鑑賞家」の宮本が、羽鳥と佐藤栄作（KBCお天気キャスター）とともに団地の歴史、こだわりの建築技法など、団地のすばらしさと魅力を紹介していく。
第1回目は1月26日の10:55 - 11:50に放送。番組タイトルは宮本パーソナリティの『オールナイトKBC・マントル宮本の××祭りだよ!カーニバロー! 2019年11月号』に羽鳥が出演した際、「番組自体は決まっているが、タイトルがまだ決まっていない」という宮本に対し、「宮本×羽鳥　団地好いとぉ、でいいんじゃないか」と羽鳥が返答したものがそのまま採用された。
なお、この放送は2020年8月13日19時からテレビ神奈川で放送された。関東圏初の放送である。

## 羽鳥×指原 ご当地!推しメシツアー それ東京でも食べられますけど!（2023年）
『羽鳥×指原 ご当地!推しメシツアー それ東京でも食べられますけど! 』（はとり・さしはら ごとうちおしメシツアー それとうきょうでもたべられますけど）は2023年2月19日に放送された当番組のスピンオフ第2弾であり、KBC制作全国ネットである。福岡のみならず著名人がおすすめする「推しメシ」を食べながら故郷への思いを聞いていく。羽鳥と指原莉乃がメイン司会、宮本が進行を務める。指原は当番組への出演経験はないが、宮本が司会の『アサデス。』内でコーナーを担当していた。
ゲストは黒木瞳（福岡）、平子祐希（福島）、LiLiCo（スウェーデン）、肥後克広（沖縄）。

## 羽鳥×宮本 福岡好いとぉ リターンズ!
『羽鳥×宮本 福岡好いとぉ リターンズ! 』（はとりみやもと ふくおかすいとぉ リターンズ!）は2023年6月21日18:55 - 20:00に放送された復活特番である。
終了から3年半が経ち「福岡の事、もう忘れちゃったのかな…」と不安がるスタッフが改めて羽鳥とKBCの視聴者に「この数年で進化しまくった」福岡をプレゼンしていく。
ゲストはDAIGO。「はとりばす」から合流する。DAIGO自身は東京出身だが、父親の内藤武宣、ならびに父方の祖父内藤用一郎は福岡出身。
放送日までの複数回、過去の放送から抜粋された5分の事前番組『福岡好いとぉリターンズ!予習編』も放送された。
以降は、2023年12月13日、2024年6月26日・12月11日の半年間隔で特番放送している。

## 羽鳥×指原 ご当地!推しメシツアー それ東京でも食べられますけど!（2024年）
『羽鳥×指原 ご当地!推しメシツアー それ東京でも食べられますけど!』（はとりさしはら ごとうち！おしめしつあー それとうきょうでもたべられますけど!）は2024年3月3日13:55 - 15:20に放送された特番である。
各界の有名人たちが激推しの「ご当地推しメシ」に舌鼓を打ちながら、東京で束の間の郷愁を味わえる新感覚グルメツアー。美味しいだけじゃない！推しメシに込められた故郷や家族、仲間への思いとは…？
MCに指原莉乃を加えて、ゲストは吉瀬美智子、尾形貴弘（パンサー）、ハリー杉山。「はとりばす」から合流する。
吉瀬美智子の恩人で芸能界に入るキッカケをくれた福岡のモデル事務所「オフィスノアール」創設者の竹田麻紀がサプライズゲストで出演。